# Glaphyrus haroldi
Glaphyrus haroldi es una especie de coleóptero de la familia Glaphyridae.

## Distribución geográfica
Habita en Libia y Egipto.